# Esdeveniment de Vitim

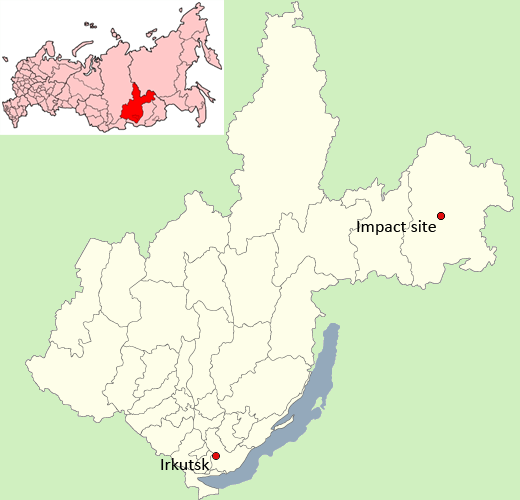
Lloc d'impacte del bòlid.

L'esdeveniment de Vitim o esdeveniment de Bodaibó va ser una explosió aèria de mitja quilotona el 25 de setembre de 2002 a la taigà propera al riu Vitim, prop de la ciutat de Bodaibó, al districte de Mamsko-Chuiski de la Regió d'Irkutsk, Sibèria, Rússia. A diferència del proper esdeveniment de Tunguska, en aquesta zona s'han trobat importants quantitats de radiació residual en forma de triti i isòtops radioactius de cobalt i cesi. Un avió de transport Antónov An-2 que volava en l'àrea es va estavellar per causes desconegudes. També es van observar aurores boreals i malalties associades a la radiació.